# Овражное (Крым)
Овра́жное  (до 1948 года Ста́рый Борага́н, до нач. XX в. Борага́н; укр. Овражне, крымскотат. Borağan, Борагъан) — село в Раздольненском районе Республики Крым, входит в состав Зиминского сельского поселения (согласно административно-территориальному делению Украины — Зиминского сельского совета Автономной Республики Крым)

## Население
| 2001 | 2014 |
| ---- | ---- |
| 114  | ↘102 |

Всеукраинская перепись 2001 года показала следующее распределение по носителям языка
| Язык       | Процент |
| ---------- | ------- |
| русский    | 85,96   |
| украинский | 14,04   |

### Динамика численности
| - 1806 год — 54 чел. - 1864 год — 42 чел. - 1889 год — 74 чел. - 1892 год — 27 чел. - 1900 год — 48 чел. - 1915 год — 3/168 чел. | - 1926 год — 153 чел. - 1989 год — 149 чел. - 2001 год — 114 чел. - 2009 год — 113 чел. - 2014 год — 102 чел. |

## Современное состояние
На 2016 год в Овражном числится 2 улицы: Хмельницкая и Школьная; на 2009 год, по данным сельсовета, село занимало площадь 45 гектаров, на которой в 44 дворах проживало 113 человек. Овражное связано автобусным сообщением с райцентром и соседними населёнными пунктами.

## География
Овражное — небольшое село на юго-востоке района в степном Крыму, у границы с Первомайским районом, высота центра села над уровнем моря — 55 м. Ближайшие населённые пункты — Воронки в 4,8 км на север, Красноармейское в 1,5 км на запад и Зимино в 2,5 км на юг. Расстояние до райцентра около 26 километров (по шоссе), ближайшая железнодорожная станция — Евпатория — примерно 48 километров. Транспортное сообщение осуществляется по региональной автодороге 35К-015 Раздольное — Евпатория (по украинской классификации — Т-01-11).

## История
Первое документальное упоминание села встречается в Камеральном Описании Крыма… 1784 года, судя по которому, в последний период Крымского ханства Бораган входил в Каракуртский кадылык Бахчисарайского каймаканства. После присоединения Крыма к Российской империи (8) 19 апреля 1783 года, (8) 19 февраля 1784 года, именным указом Екатерины II сенату, на территории бывшего Крымского ханства была образована Таврическая область и деревня была приписана к Евпаторийскому уезду. После павловских реформ, с 1796 по 1802 год входила в Акмечетский уезд Новороссийской губернии. По новому административному делению, после создания 8 (20) октября 1802 года Таврической губернии, Бараган был включён в состав Хоротокиятской волости Евпаторийского уезда.
По Ведомости о волостях и селениях, в Евпаторийском уезде с показанием числа дворов и душ… от 19 апреля 1806 года в деревне Бураган числилось 6 дворов и 54 крымских татарина. На военно-топографической карте генерал-майора Мухина 1817 года деревня Бураган обозначена с 6 дворами. После реформы волостного деления 1829 года Бараган, согласно «Ведомости о казённых волостях Таврической губернии 1829 года» отнесли к Аксакал-Меркитской волости (переименованной из Хоротокиятской). На карте 1836 года в деревне 14 дворов. Затем, видимо, в результате эмиграции крымских татар, деревня заметно опустела и на карте 1842 года Бораган обозначен условным знаком «малая деревня», то есть, менее 5 дворов.
В 1860-х годах, после земской реформы Александра II, деревню приписали к Биюк-Асской волости. Согласно «Памятной книжке Таврической губернии за 1867 год», деревня была покинута жителями, вследствие эмиграции крымских татар, особенно массовой после Крымской войны 1853—1856 годов, в Турцию и вновь заселена татарами. В «Списке населённых мест Таврической губернии по сведениям 1864 года», составленном по результатам VIII ревизии 1864 года, Бораган — владельческая татарская деревня, с 4 дворами и 42 жителями при колодцах. По обследованиям профессора А. Н. Козловского 1867 года, вода в колодцах деревни была «соленоватая» а их глубина колебалась от 20 до 25 саженей (42—53 м). На трехверстовой карте Шуберта 1865—1876 года в деревне Бараган обозначено 9 дворов. В «Памятной книге Таврической губернии 1889 года», по результатам Х ревизии 1887 года, в деревне Береген числилось 12 дворов и 74 жителя. Затем население резко сократилось и, согласно «…Памятной книжке Таврической губернии на 1892 год», в деревне Бораган, входившей в Кадышский участок, было 27 жителей в 4 домохозяйствах.
Земская реформа 1890-х годов в Евпаторийском уезде прошла после 1892 года, в результате Бораган приписали к Агайской волости. По «…Памятной книжке Таврической губернии на 1900 год» в деревне числилось 48 жителей в 4 дворах. На 1914 год в селении действовала земская школа. По Статистическому справочнику Таврической губернии. Ч.II-я. Статистический очерк, выпуск пятый Евпаторийский уезд, 1915 год, в деревне Бараган Старый Агайской волости Евпаторийского уезда числилось 26 дворов с русским населением в количестве 3 человек приписных жителей и 168 — «посторонних», из которых 87 мужчин и 84 женщины. Жители владели 650 десятинами удобной земли. В хозяйствах имелось 135 лошадей, 12 волов, 62 коровы и 140 голов мелкого скота.
После установления в Крыму Советской власти, по постановлению Крымревкома от 8 января 1921 года № 206 «Об изменении административных границ» была упразднена волостная система и в составе Евпаторийского уезда был образован Бакальский район, в который включили село, а в 1922 году уезды получили название округов. 11 октября 1923 года, согласно постановлению ВЦИК, в административное деление Крымской АССР были внесены изменения, в результате которых округа были отменены, Бакальский район упразднён и село вошло в состав Евпаторийского района. Согласно Списку населённых пунктов Крымской АССР по Всесоюзной переписи 17 декабря 1926 года, в селе Бараган Старый, Тогайлынского сельсовета Евпаторийского района, числилось 26 дворов, все крестьянские, население составляло 153 человека, из них 152 русских и 1 украинец. Постановлением ВЦИК РСФСР от 30 октября 1930 года был создан Фрайдорфский еврейский национальный (лишённый статуса национального постановлением Оргбюро ЦК КПСС от 20 февраля 1939 года) район (переименованный указом Президиума Верховного Совета РСФСР № 621/6 от 14 декабря 1944 года в Новосёловский) (по другим данным 15 сентября 1931 года) и Старый Бараган включили в его состав.
С 25 июня 1946 года Бораган в составе Крымской области РСФСР. Указом Президиума Верховного Совета РСФСР от 18 мая 1948 года, Старый Бараган переименовали в Овражное. 25 июля 1953 года Новосёловский район был упразднён и село включили в состав Раздольненского. 26 апреля 1954 года Крымская область была передана из состава РСФСР в состав УССР. Время включения в Воронкинский сельсовет пока не установлено: на 15 июня 1960 года село уже числилось в его составе. Указом Президиума Верховного Совета УССР «Об укрупнении сельских районов Крымской области», от 30 декабря 1962 года село присоединили к Черноморскому району. 1 января 1965 года, указом Президиума ВС УССР «О внесении изменений в административное районирование УССР — по Крымской области», вновь включили в состав Раздольненского. 5 февраля 1974 года Воронкинский сельсовет был преобразован в Зиминский. По данным переписи 1989 года в селе проживало 149 человек. С 12 февраля 1991 года село в восстановленной Крымской АССР, 26 февраля 1992 года переименованной в Автономную Республику Крым. С 21 марта 2014 года в составе Крыма аннексировано Россией.
27 января 2022 года Овражное было газифицировано в рамках всероссийской программы газификации.